# Фільзум
Фільзум (нім. Filsum) — громада в Німеччині, розташована в землі Нижня Саксонія. Входить до складу району Лер. Складова частина об'єднання громад Юмме.
Площа — 23,76 км2. Населення становить 2179 ос. (станом на 31 грудня 2021).